# هند أبو الشعر
هند غسّان توفيق أبو الشَّعْر، أديبة وباحثة أردنية لها العديد من المؤلفات. ولدت في مدينة عجلون في شمال الأردن، عملت في عدد من المدارس الحكومية، وانهت الداراسات العليا عام 1994، حيث اكملت عملها في الجامعات التي بداته بالجامعة الأردنية ثم جامعة آل البيت، وترأست تحرير عدد من الدوريات الادبية المطبوعة. قدمت برنامجاً إذاعياً توثيقياً في الإذاعة الأردنية بعنوان «أوراق أردنية» لثلاث دورات (2005-2011).

## الدراسة
أنهت هند الثانوية العامة في مدرسة إربد الثانوية للبنات، ثم درَست التاريخ في الجامعة الأردنية، فحصلت منها على شهادة البكالوريوس، ثم شهادة الماجستير (1983)، ثم شهادة الدكتوراة (1994).

## العمل
عملت في إدارة المدارس الثانوية بوزارة التربية والتعليم، ثم انتقلت للتدريس في جامعة آل البيت منذ تأسيسها سنة 1994، وفي أثناء ذلك عملت نائبةً لرئيس التحرير في صحيفة «الشورى» الصادرة عن الجامعة (1994-1998)، ورئيسةً لقسم التاريخ (2003/2004)، وعميدةً لكلية الآداب والعلوم (2004/2005)، وعميدةً لكلية الآداب والعلوم الإنسانية (2005–2007).
انتقلت إلى الجامعة الأردنية مديرةً لمكتبتها ودار النشر فيها (2007-2009)، قبل أن تعود للعمل في تدريس التاريخ في جامعة آل البيت منذ 2009. وهي ترأسُ تحرير مجلة «البيان» الصادرة عن الجامعة. وشغلت عضوية مجلس الأمناء في جامعة الزيتونة الأردنية (2002-2006).

### النشر والكتابة
كتبت عموداً أسبوعياً في صحيفة الدستور اليومية لمدة سنة، ثم انتقلت إلى صحيفة الرأي اليومية لتكتب عموداً أسبوعياً (1988-1998)، كما كتبت لمدة محدودة في صحيفة «صوت الشعب» اليومية إبان صدورها. ولها عمود أسبوعي في صحيفة الدستور بعنوان (مع الحياة والناس) وزاوية أسبوعية في صحيفة الرأي بعنوان (أوراق الأجداد).

## العضوية
- شغلت عضوية هيئة التحرير في مجلة (أفكار) التي تُصدرها وزارة الثقافة منذ أيلول 2011، وكانت عضوة في الهيئة الاستشارية للمجلة لمرتين (1984/1985 و2011)
- عضوة في لجنة إصدارات «القدس عاصمة للثقافة العربية لعام 2009» التي شكّلتها وزارة الثقافة الأردنية
- عضوة في اللجنة العليا لاحتفالية الزرقاء مدينة الثقافة الأردنية سنة 2010، وقد رأست لجنة الإصدارات المنبثقة عن هذه اللجنة.
- عضوية لجنة التوثيق الوطني بوزارة الثقافة (2009/2010) لتوثيق تاريخ الأردن.
- عضوة مشرفة على «موسوعة عمّان» التي تشرف عليها الدائرة الثقافية بأمانة عمّان الكبرى، وكانت عضوة في لجنة تقييم الدراسات في الدائرة الثقافية بالأمانة (2005/2006 و2008/2009)
- عضوة في مجلس أمناء جائزة نزّال العرموطي التي نظمتها الأمانة سنة 2008.
- ترأست فريق الدراسات والأبحاث التابع لمتحف سمرقند (1997-2001).
- عضوة في مجلس إدارة وكالة الأنباء الأردنية بترا منذ أيلول 2007
- عضوة في كلٍّ من: لجنة إصدار سلسلة الوثائق الهاشمية (1994-2001)، واللجنة العليا للحفاظ على اللغة العربية (2007)، واللجنة التحضيرية لكلٍّ من المؤتمرين الثقافيين الرابع والخامس في الجامعة الأردنية (2008 و2009)، ومركز الوثائق والمخطوطات بالجامعة الأردنية، ولجنة إعداد مواد متحف تاريخ الأردن، واللجنة الاستشارية لدائرة المطبوعات والنشر (2009/2010).
- عضوة في رابطة الكتّاب الأردنيين، واختيرت لفترةٍ عضوةً في اللجنة الإدارية لفرعها في الزرقاء. كما أنها عضوة في منتدى الفكر العربي بعمّان.[2]
- ساهمت في تأسيس جماعة الفنانين التشكيليين الشباب سنة 1981، وشاركت في المعارض السنوية التي أقامتها الجماعة في عمّان والزرقاء وجامعة اليرموك بإربد ودمشق (1981-1988).

## الجوائز
- جائزة «اليونسكو» الفضّية عن حلقات «ذاكرة الوطن»، التي نُشرت تباعاً في صحيفة الرأي (1999/2000)،
- جائزة «أحسن كتاب صدر سنة 2002» من جامعة فيلادلفيا سنة 2003 عن كتابها شرقي الأردن في العهد العثماني.
- حاصلة على وسام الملك عبدالله الثاني ابن الحسين للتميز والإبداع عام 2016 م .
- حاصلة على جائزة الدولة التقديرية في العلوم الإنسانية عام 2021 م .

## أعمالها

### القصص القصيرة والأدب
ارتبطت هند أبو الشعر بفن القصة القصيرة ارتباطًا وثيقًا، فأصدرت مجموعات قصصية متعددة منها: شقوق في كف خضرة وهي أول مجموعة قصصية لها صدرت في عام 1981، وقد كانت هذه المجموعة تمثل البدايات الأولى لها، فجاءت كتابتها للقصة مألوفة بعيدة عن التجريب، ثم صدرت مجموعة قصصية بعنوان: المجابهة عام 1984، وبعدها مجموعة الحصان في عام 1991، ثم مجموعة عندما تصبح الذاكرة وطنًا عام 1996وتميزت المجموعات الثلاث باستخدام القاصة أسلوب الرمز، أما في مجموعة الوشم الصادرة عام 2000 فإن الكاتبة تهتم بعالم الطفولة.
- شقوق في كَفّ خضرة، قصص، رابطة الكتّاب الأردنيين، عمّان، 1982، ط2، وزارة الثقافة، 2008.
- المجابهة، قصص، (د.ن)، مطبعة الزهراء، عمّان، 1984.
- الحصان، قصص، رابطة الكتّاب الأردنيين، عمّان، 1990.
- عندما تصبح الذاكرة وطناً، قصص، وزارة الثقافة، عمّان، 1996.
- الوشم، قصص، أمانة عمّان الكبرى، عمّان، 2000.
- الأعمال الكاملة (الشعر، القصة القصيرة، النصوص، المشاهد المسرحية)، البنك الأهلي الأردني ودار ورد الأردنية، عمّان، 2006.
- مارشات عسكرية[6]

### في موضوعات أخرى
لها عدد كبير من الأعمال، بخاصة في التوثيق والتاريخ الاجتماعي وتاريخ شرقي الأردن خلال الفترة العثمانية، من بينها:
- حركة المختار بن أبي عبيد الثقفي في الكوفة، عمادة البحث العلمي، الجامعة الأردنية، عمّان، 1983.
- إربد وجوارها.. ناحية بني عبيد 1850-1928، جامعة آل البيت وبنك الأعمال، المفرق، 1995.
- تاريخ شرقي الأردن في العهد العثماني 1516-1918، مؤسسة آل البيت، عمّان، 2001.
- سجلات الأراضي في الأردن 1876-1960"، جامعة آل البيت، المفرق